# 帝人事件
帝人事件是发生在战前1934年（昭和9年）的疑案。雖然成爲齋藤內閣總辭職的原因，但被起訴的全員都被判無罪。因此，從目前的情況看，很有可能是以倒閣爲目的捏造的。

## 背景
帝人人造丝株式会社（帝人）隶属于铃木株式会社，但1927年因昭和金融恐慌鈴木商店倒閉後，将帝人的22万股股份质押给台湾银行作为抵押品。由於業績良好，股價上漲，圍繞該股展開了暗中活動。前鈴木商店的金子直吉爲了買回股票，向鳩山一郎和名爲「番町會」的財界集團施加壓力，買回了11萬股。此後，帝人決定增資，股價大幅上漲。
番町會是在關東大地震前由河合良成、巖倉具光、後藤が彥到鄉誠之助男爵的番町的家中一起吃飯的聚會而設立的。。
1934年（昭和9年）1月17日，《時事新報》（社長武藤山治）刊登了批評「番町會」的報道《揭露番町會問題》，並提出了圍繞帝人股受賄的疑惑。當時，文部大臣鳩山一郎在議會上被追究相關責任，稱其爲「明鏡止水的心境」，結果被報道爲表明辭職意向，因此感到厭煩而辭職（另外，3月份發生了武藤山治被擊斃事件，但與本事件的關係不明）。
此後，帝人社長、臺灣銀行行長、番町會永野護、大藏省次官、銀行局長等共16人被起訴。因此，政府的批評聲越來越大，同年7月3日齋藤內閣集體辭職。
被告人主要有：
- 臺灣銀行行長島田茂涉嫌瀆職、貪污
- 永野護（番町會）
- 河合良成（番町會）-瀆職嫌疑
- 大藏次官黑田英雄-貪污嫌疑
- 大久保偵查次大藏省銀行局長
- 大藏省特別銀行科長大野龍太
- 大藏省銀行檢查官相田巖夫
- 中島久萬吉商工大臣-貪污嫌疑
- 三土忠造鐵道大臣
- 高木復亨帝人社長-瀆職•貪污嫌疑

另外，該事件的逮捕者的拘留時間長達200天。但是，只有買賣股票，被用作賄賂的1300股帝人股自事件發生前的1933年（昭和8年）6月19日以後，一直保存在富國徵兵保險公司地下大金庫內，沒有任何犯罪痕跡。
審判於1935年（昭和10年）6月22日在東京刑事地方法院開庭（審判長爲藤井五一郎），16名被告均否認罪狀。 1937年（昭和12年）被起訴的全員在一審中被判無罪。 通過公審，三土稱其爲「司法法西斯」，並嚴厲批評了檢察機關的強詞奪理的調查手法。
據悉，幕後操縱者是司法官員出身的當時樞密院副議長平沼騏一郎。平沼本想成爲因五一五事件被暗殺的犬養毅的接班內閣總理大臣，但擁有接班人推薦權的元老西園寺公望卻以法西斯主義爲由，對其志向感到厭惡，甚至沒有成爲推薦候選人，而且升格爲樞密院議長的要求也因西園寺的反對而保留爲副議長。爲此，對西園寺和支持西園寺的立憲政友會主流派（但是，同黨總裁兼平沼直系鈴木喜三郎也被西園寺阻止就任後繼總理），並拉攏同黨內部的不滿分子，展開了調查。另外，時事新報之所以寫報道，是因爲最近傳出《朝日新聞》進軍東京的消息後，非常着急。
歷史學家佐佐木隆在《舉國一致內閣期的樞密院-平沼駿一郎和齊藤內閣-》中寫道：「一般認爲該事件是由受平沼指使的年輕檢察官捏造的」，但其中混入了很多「西園寺公與政局」的「平沼陰謀說」式的成見，應該說不知道平沼參與到什麼程度，該事件原本是政友會的內訌，其中應該考慮到檢察官對明糖事件空洞化的不滿和軍隊、右翼等各種想法而擴大。
政友會的內訌是指，對由中島相斡旋、鳩山一郎（政友會主流）主導的政友會民政黨的政民聯合運動，政友會非主流久原房之助爲了奪取黨內主導權，企圖破壞政友會民政黨的聯合運動。介紹政友會民政黨聯合運動的中島相因足利尊問題被迫辭職，鳩山一郎也因久原派代議士揭露疑獄事件（五月雨演講事件）受到了攻擊。
随后，河井慎太郎就帝人事件发表了如下评论。
「雖然因司法大臣鹽野季彥英明決斷而放棄了上訴，但檢察官對證物審查疏忽，這成爲了無罪的致命傷。把掛物上畫好的水中的陽光比喻成猴子抓住藤蔓想啄食的畫，努力撈起沒有影子、沒有形狀的東西是檢察機關的基礎，因此檢察機關無法進行鬥爭。」

## 脚注
1. ↑  河合良成『帝人事件　30年目の証言』p26-32
2. ↑  波多野勝「正力の支援と思惑」『日米野球史?メジャーを追いかけた70年』PHP新書
3. ↑  公判開く、十六被告いずれも罪状否認『東京日日新聞』昭和10年6月23日夕刊（『昭和ニュース事典第5巻 昭和10年-昭和11年』本編p417 昭和ニュース事典編纂委員会 毎日コミュニケーションズ刊 1994年）
4. ↑  三土元鉄相が心境を披瀝、事実審理終了『中外商業新報』昭和11年12月24日夕刊（『昭和ニュース事典第5巻 昭和10年-昭和11年』本編p422 昭和ニュース事典編纂委員会 毎日コミュニケーションズ刊 1994年）
5. ↑  「昭和天皇47　五・一五事件の波紋 福田和也」 （『文藝春秋』）2009年（平成21年5）月特別号
6. ↑  佐々木隆 「挙国一致内閣期の枢密院－平沼騏一郎と斎藤内閣」（『日本歴史』352号、1977年，p.77）
7. ↑  菅谷幸浩(2007)「帝人事件と斎藤内閣の崩壊--昭和戦前期「中間内閣」期研究の一視角として」『日本政治研究』，p.33～60
8. ↑  『検察読本』 （河井信太郎, 商事法務研究会） p9

## 相关书籍
- 《帝人案2（今村力三郎诉讼实录）》专修大学今村法学研究室
- 野中森孝《天皇之疑》（千仓书房，1935 年）
- Yoshinari Kawai，“帝人事件：三十年的见证”（讲谈社，1970）
- 菅谷幸弘，《从帝人事件到全国运动会宣言》（筒井清忠编，昭和史讲座2：专家研究者所见的战争之路，竹间书房，2016年）
- Yukihiro Sugaya，昭和战前时期的政治与国家形象：以“民族团结”为目标（Bokutakusha，2019）
- 菅谷幸弘，《帝人事变》（筒井清忠编，《昭和史研究的前沿：大众、军事、大众媒体和战争之路》，朝日新闻社，2022年）
- Masataka Matsuura，商业世界的政治和经济史：Junnosuke Inoue、Seinosuke Goh 和 Nariaki Ikeda 的时代（东京大学出版社，2002 年）

## 相关项目
- 国家调查
- 石田一佳（裁判）
- 藤井刚一郎
- 昭和电机项目